# Aubade

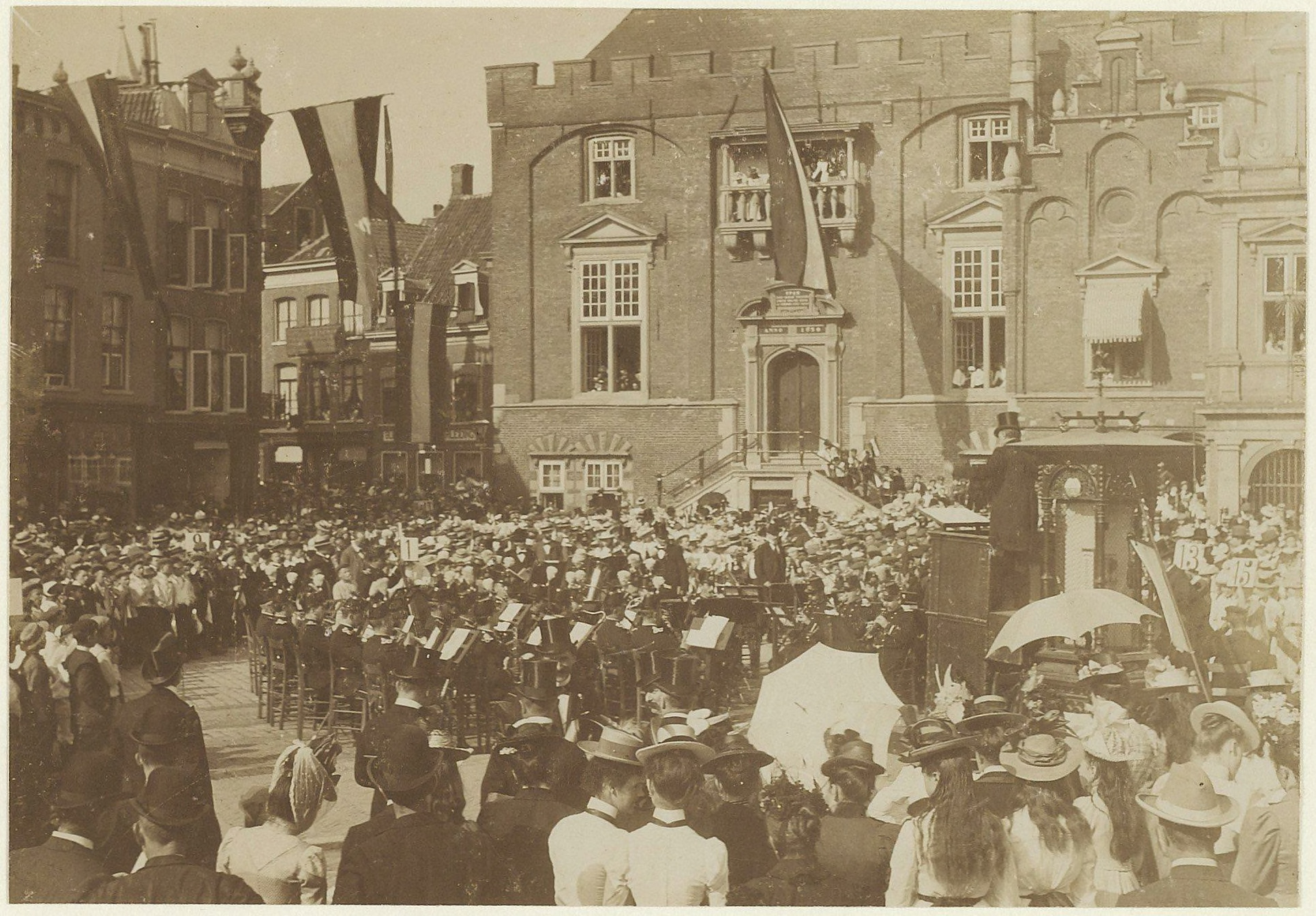
Aubade op Koninginnedag in Haarlem omstreeks 1900

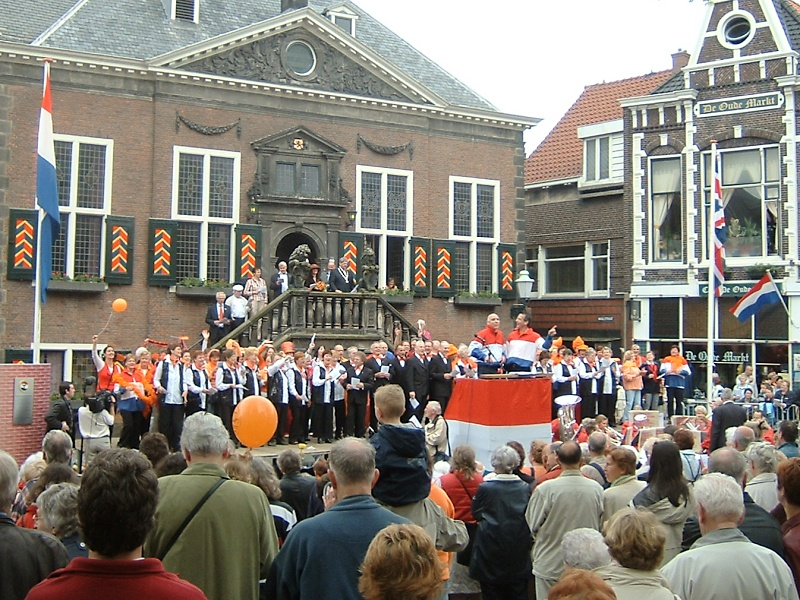
Aubade op Koninginnedag in Vlaardingen in 2005

Een aubade (van het Franse aube = ochtend) is een muzikaal eerbetoon dat 's morgens gebracht wordt.
Voor een aubade is kenmerkend dat de uitvoering in het openbaar gebeurt, in de openlucht. Het was vroeger een manier van hofmakerij: de ridder die zijn geliefde toezong. Ook troubadours stonden bekend om hun aubades.
Het lied "Morgengruß" uit de liederencyclus Die schöne Müllerin van Franz Schubert is een voorbeeld van een bekende aubade.

## Koningsdag
Een typisch Nederlandse traditie is een aubade op Koningsdag, waarbij het volk de koning toezingt. In het algemeen treedt de plaatselijke burgemeester als vertegenwoordiger van de koning op.